# Carro Presidencial dos Estados Unidos
O Carro Presidencial dos Estados Unidos (em inglês: Presidential State Car) ou simplesmente Cadillac One é o veículo oficial do Presidente dos Estados Unidos utilizado em cerimônias formais. Ao longo da história da presidência americana, o Cadillac Um já foi modificado várias vezes para acomodar melhor o presidente. Ao modelo do carro, geralmente um Cadillac, são adicionados vários equipamentos de segurança e alta tecnologia. Atualmente, o automóvel do presidente norte-americano é um Cadillac limousine modificado, apelidado de Cadillac One em referência ao avião presidencial, Air Force One. O código secreto para o veículo é "The Beast".

## Modelo Atual

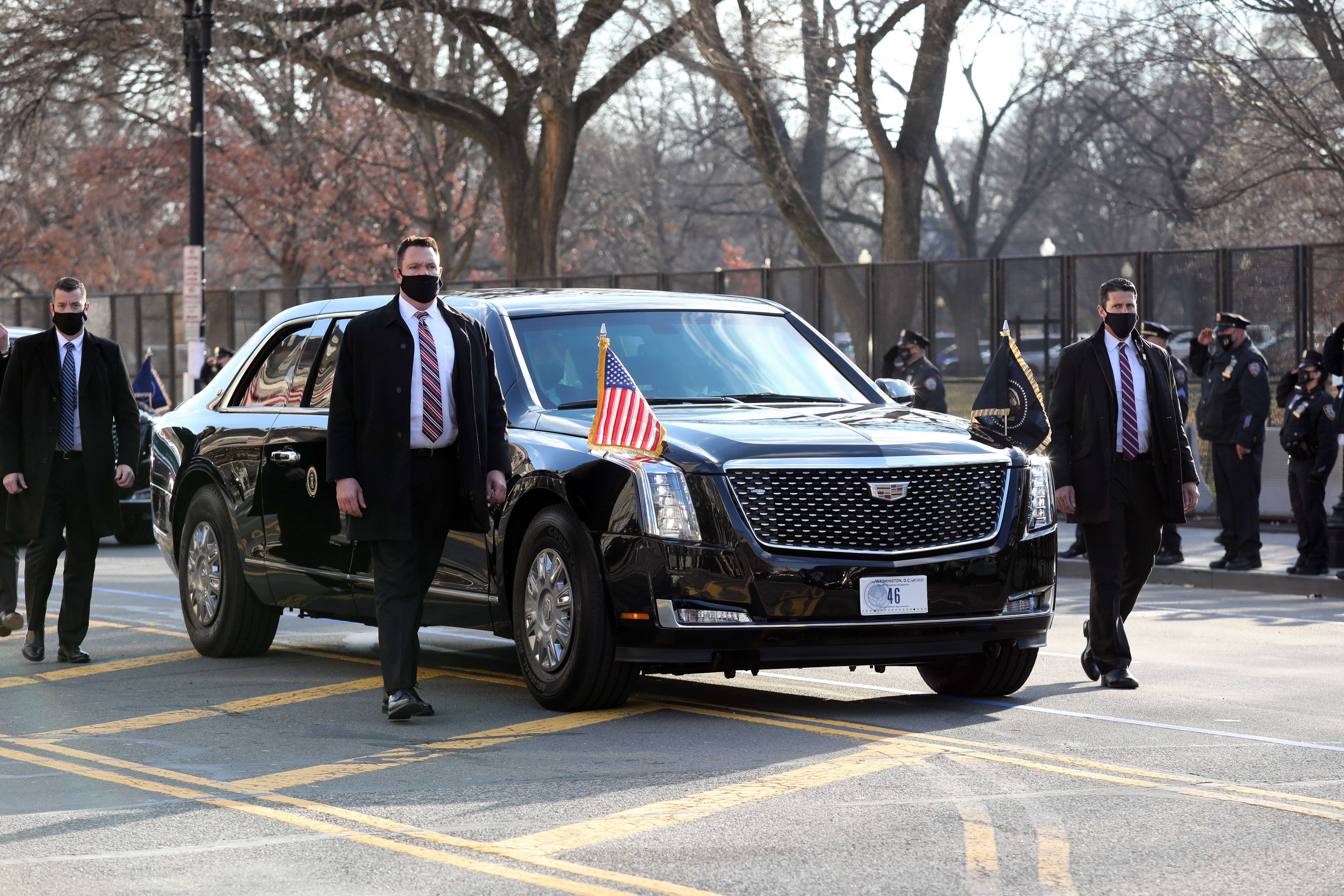
O Cadillac One, em janeiro de 2021, usado pelo então presidente Joe Biden. É o modelo atual em uso

O atual modelo, desenvolvido pela General Motors, é apelidado de "the Beast" ("a Besta") (como aquele de 2001 a 2009), estreou em setembro de 2018 numa passagem em Nova Iorque. A revista Road & Track reportou que "o design parece ser uma evolução simples do modelo antigo com sugestões de design Cadillac mais atuais, como o sedan Escalade."  O veículo é maior e mais robusto que os seus antecessores, pesando entre 6 800 kg e 9 100 kg. A NBC News reportou que o veículo pesaria até 9 071,84 kg, com a capacidade de levar sete passageiros e opinou que a limusine se destinava a evocar a estética do Cadillac XT6. Seriam 1 800 kg só de blindagem, com o veículo sendo capaz de atingir velocidades de até 45 km/h. Já o Business Insider reportou, em 2019, que o the Beast era na verdade construído sobre um chassi de uma caminhonete GM. A Car and Driver disse que o veículo presidencial foi montado sobre uma plataforma GMC TopKick, pesando em torno de 6 800 kg, tem um farol do Cadillac Escalade e uma grade emblemática do carro conceptual Cadillac Escala.
Além de medidas defensivas destinadas a proteger o presidente (como blindagem extensa), acredita-se que o carro carregue armamentos leves e uma bolsa com o tipo sanguíneo do presidente, para emergências médicas. O carro é hermeticamente fechado contra ataques com armas químicas e biológicas, além de conter pneus de esvaziamento limitado, equipamentos de visão noturna, contra-medidas eletrônicas, um dispositivo para gerar cortina de fumaça e manchas de óleo como medidas defensivas contra atacantes. A NBC reportou que a blindagem do veículo é composta por alumínio, cerâmica e aço; as paredes externas têm uma espessura de 200 mm, as janelas são multicamadas de 130 mm de espessura e cada porta pesa tanto quanto as de um Boeing 757 e ainda são fechadas eletronicamente.
O consumo de combustível deste veículo é de cerca de 40 litros/100 km, ou seja, nas unidades utilizadas nos Estados Unidos, 8 milhas por galão.

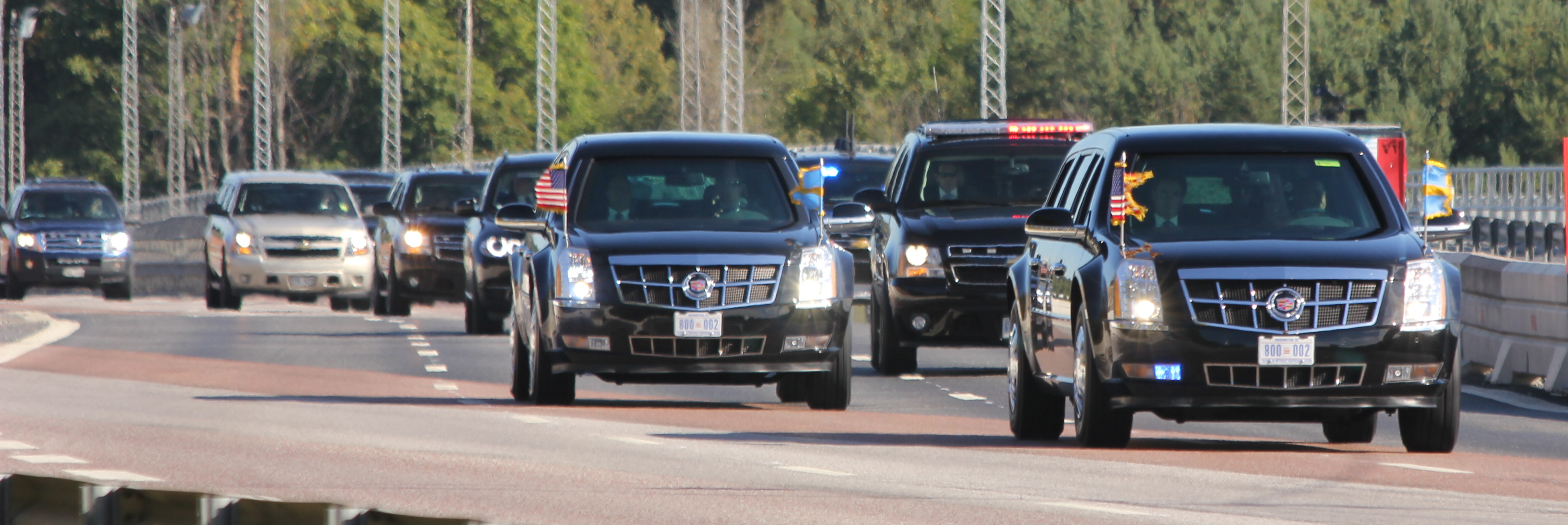
A carreata de veículos escoltando o carro do presidente.

Quando o presidente se locomove, uma carreata normalmente o acompanha, com tamanho de 20 a 30 carros, carregando principalmente agentes do serviço secreto e auxiliares, uma unidade de inteligência e de defesa eletrônica, um veículo de comunicação avançado e um grupo de reação rápida com uma unidade de militares de elite do Serviço Secreto.

## Fotos

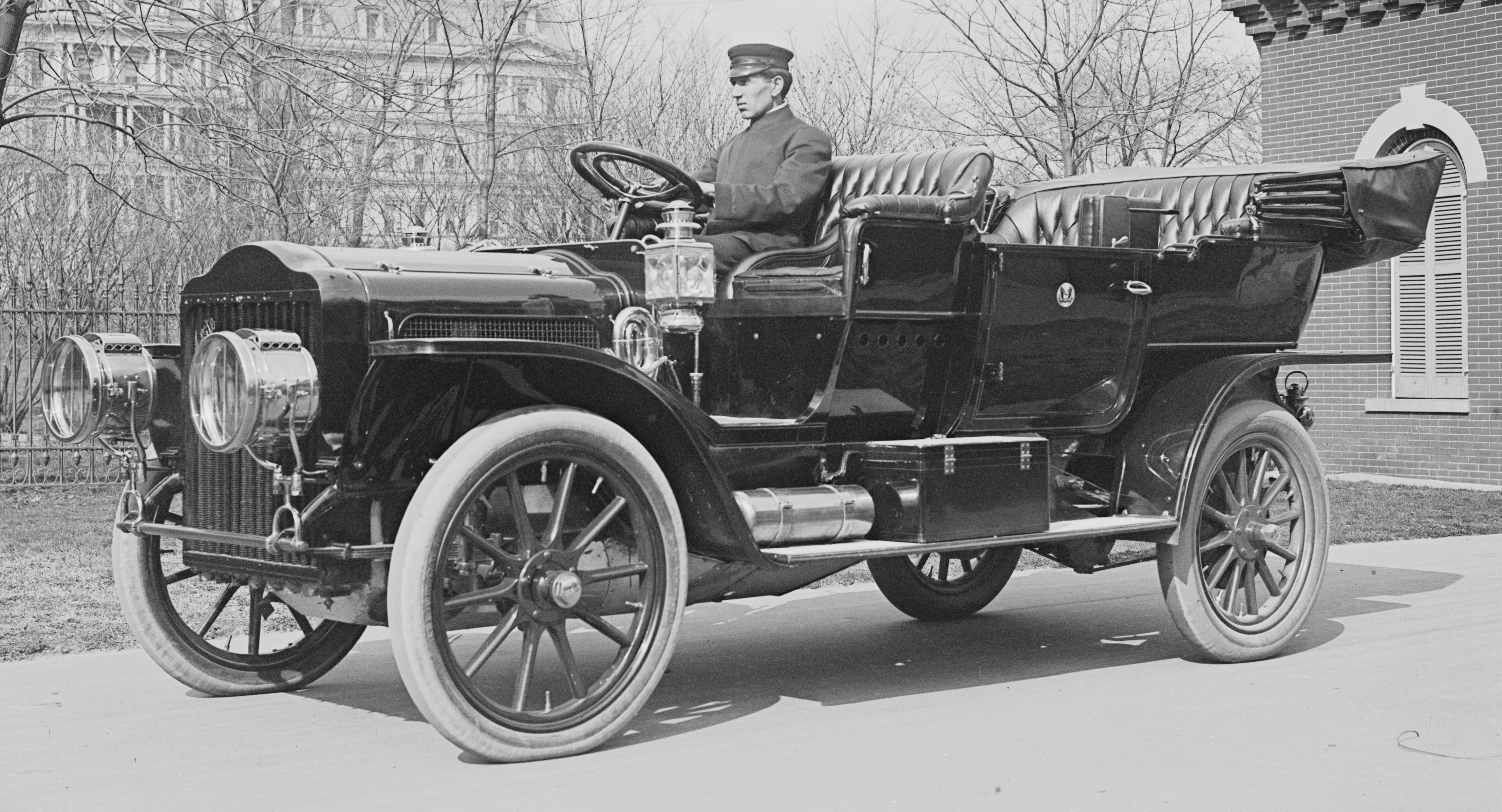
O carro a vapor White Model M do Presidente Taft de 1911. Foi o primeiro veículo oficialmente adquirido e pertencente ao governo dos Estados Unidos e não ao presidente como propriedade pessoal. Isso marcou uma mudança crucial na história do transporte presidencial.
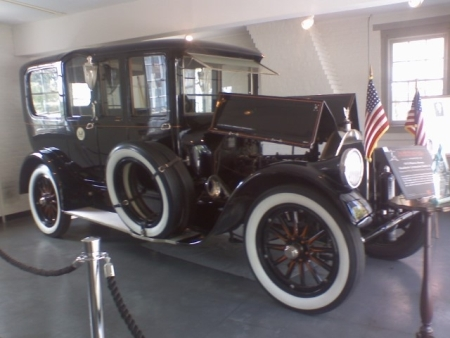
O presidente Woodrow Wilson era um grande fã dos carros Pierce-Arrow. Warren G. Harding foi o primeiro presidente a usar um carro para dirigir até sua posse e o primeiro motorista qualificado a ser eleito presidente. Herbert Hoover tinha um Cadillac V-16.
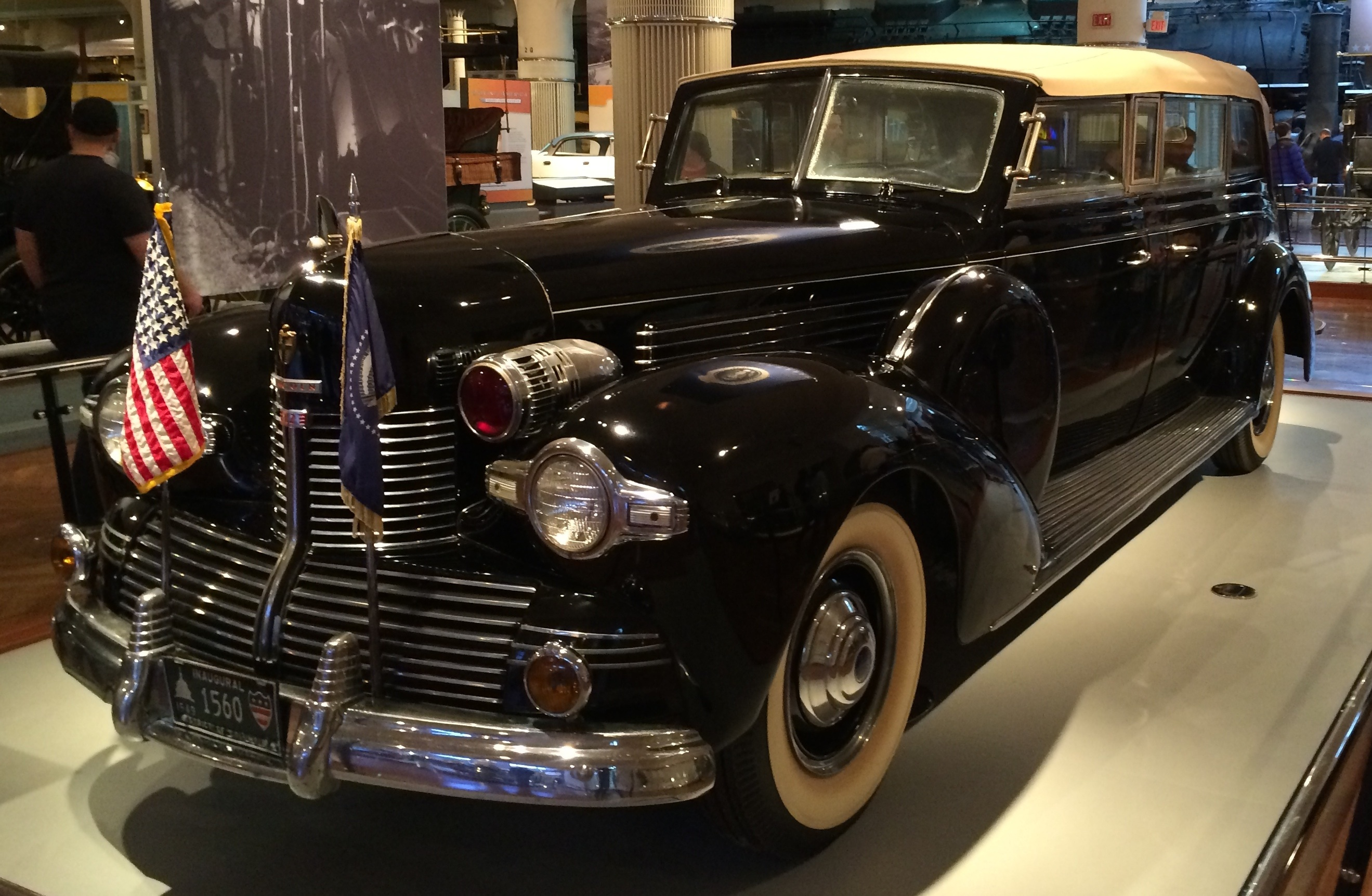
O Sunshine Special, do presidente Franklin Roosevelt. Foi o primeiro veículo presidencial que sofreu modificações especiais para segurança, incluindo blindagem completa.
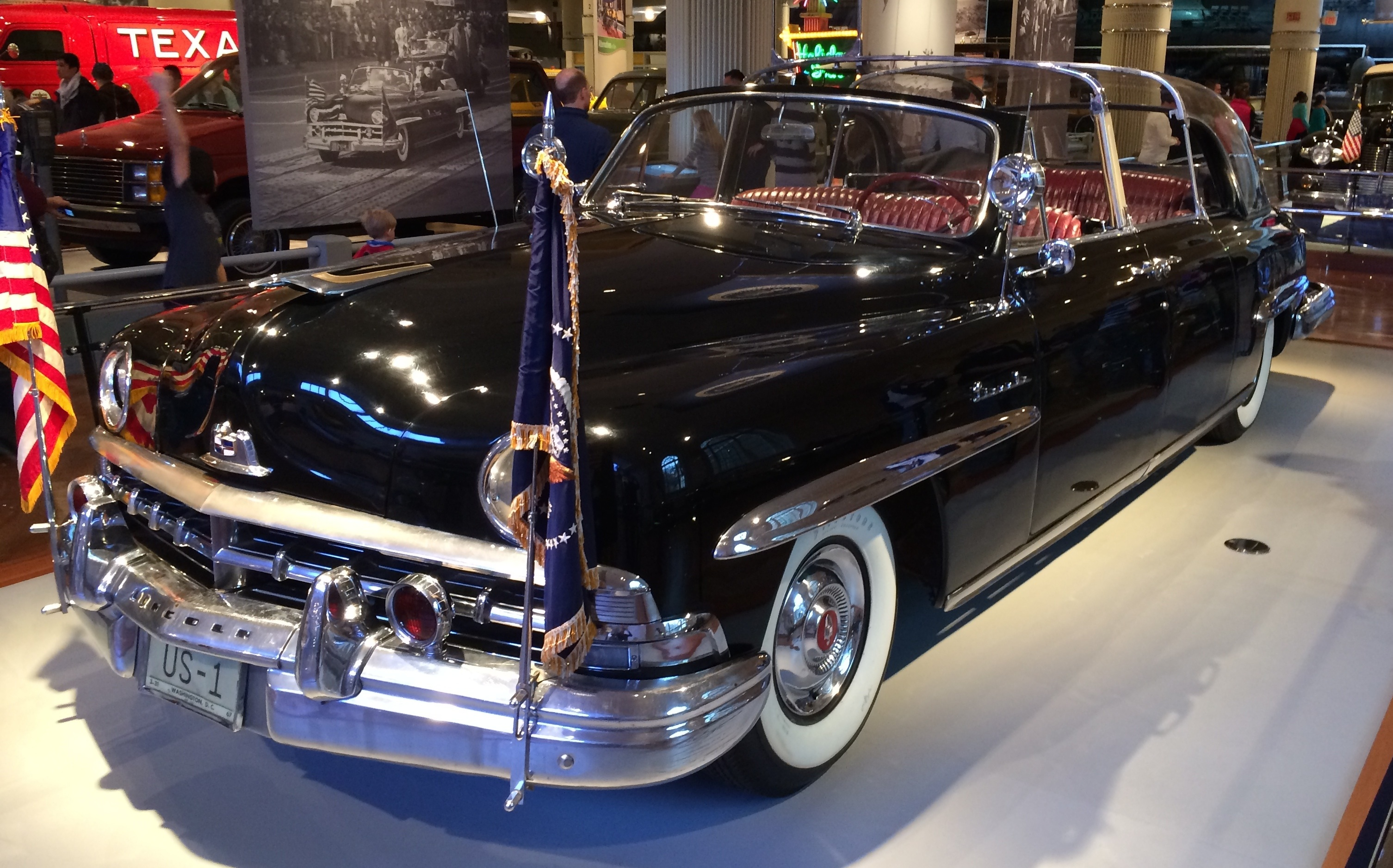
O Bubbletop, dos presidentes Truman e Eisenhower. Foi o primeiro modelo a ter um sistema de rádio de comunicação bidirecional, permitindo que o presidente se comunicasse com a Casa Branca e outras agências governamentais enquanto estava em movimento.
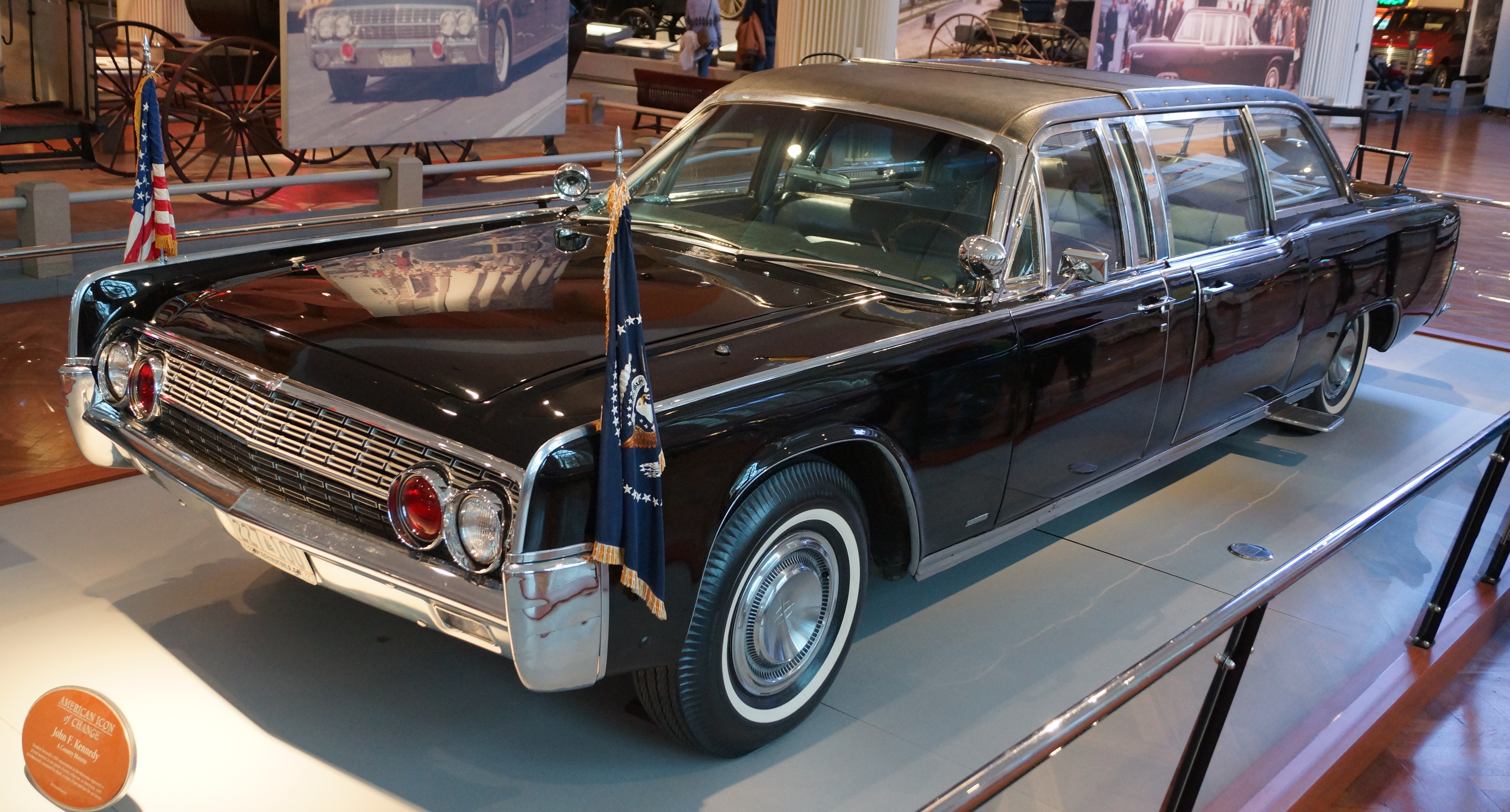
O Lincoln Continental, usado pelo presidente John F. Kennedy. Quando ele foi assassinado, o modelo tinha seu teto abaixado. Em 1967, o carro foi modificado com um sistema de ar condicionado atualizado, uma janela traseira que podia ser aberta e melhorias estruturais.
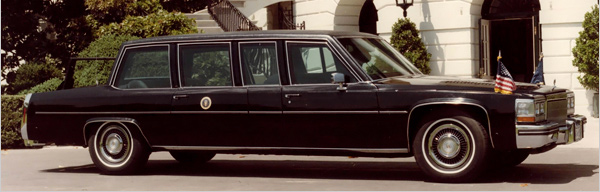
O Cadillac Fleetwood do presidente Ronald Reagan.
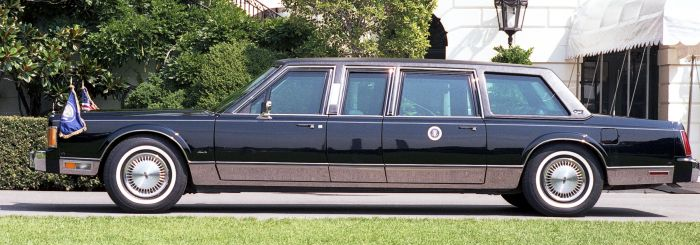
O Lincoln Town Car do presidente George H. W. Bush.
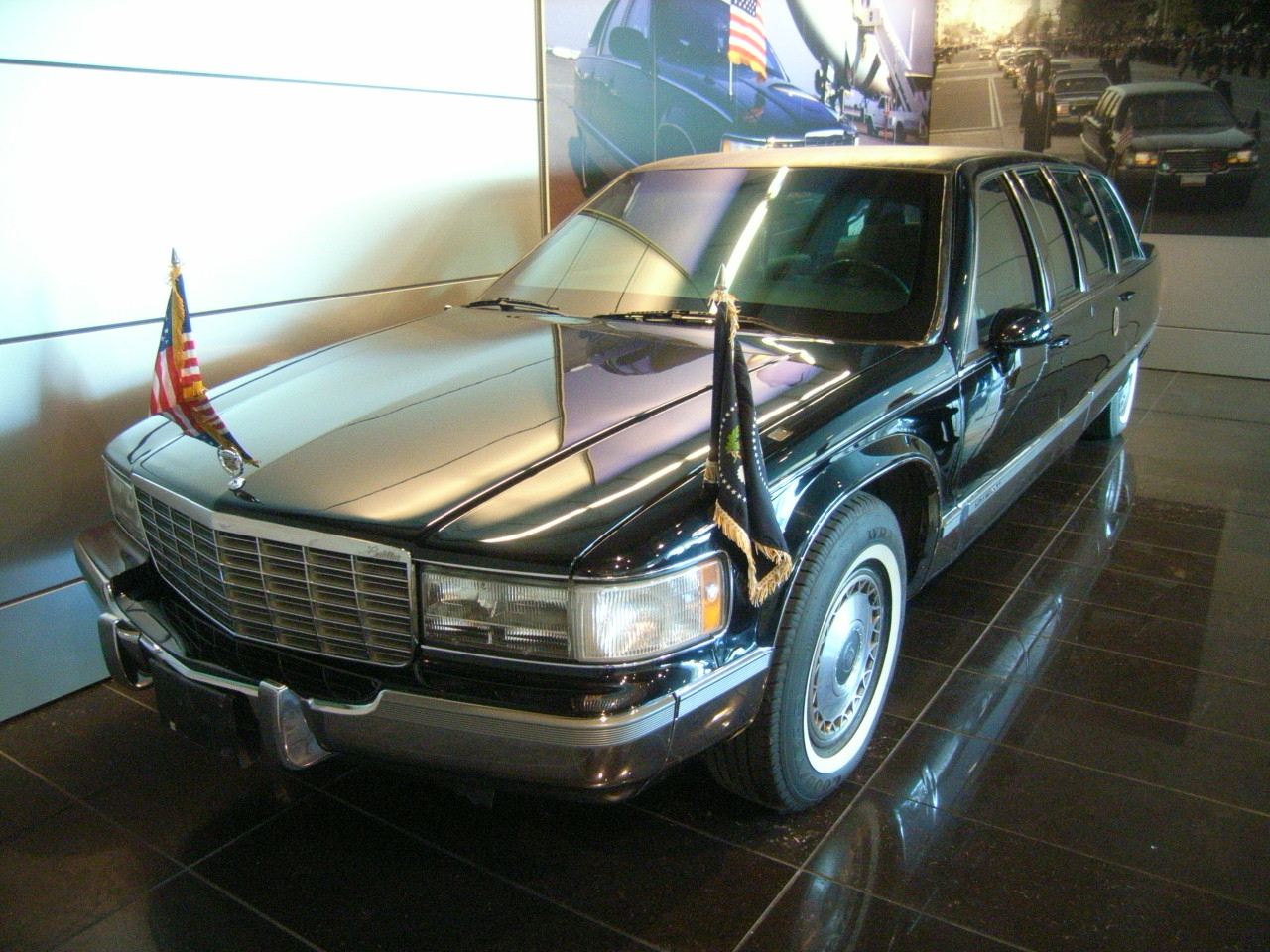
O Cadillac Fleetwood usado na década de 1990.
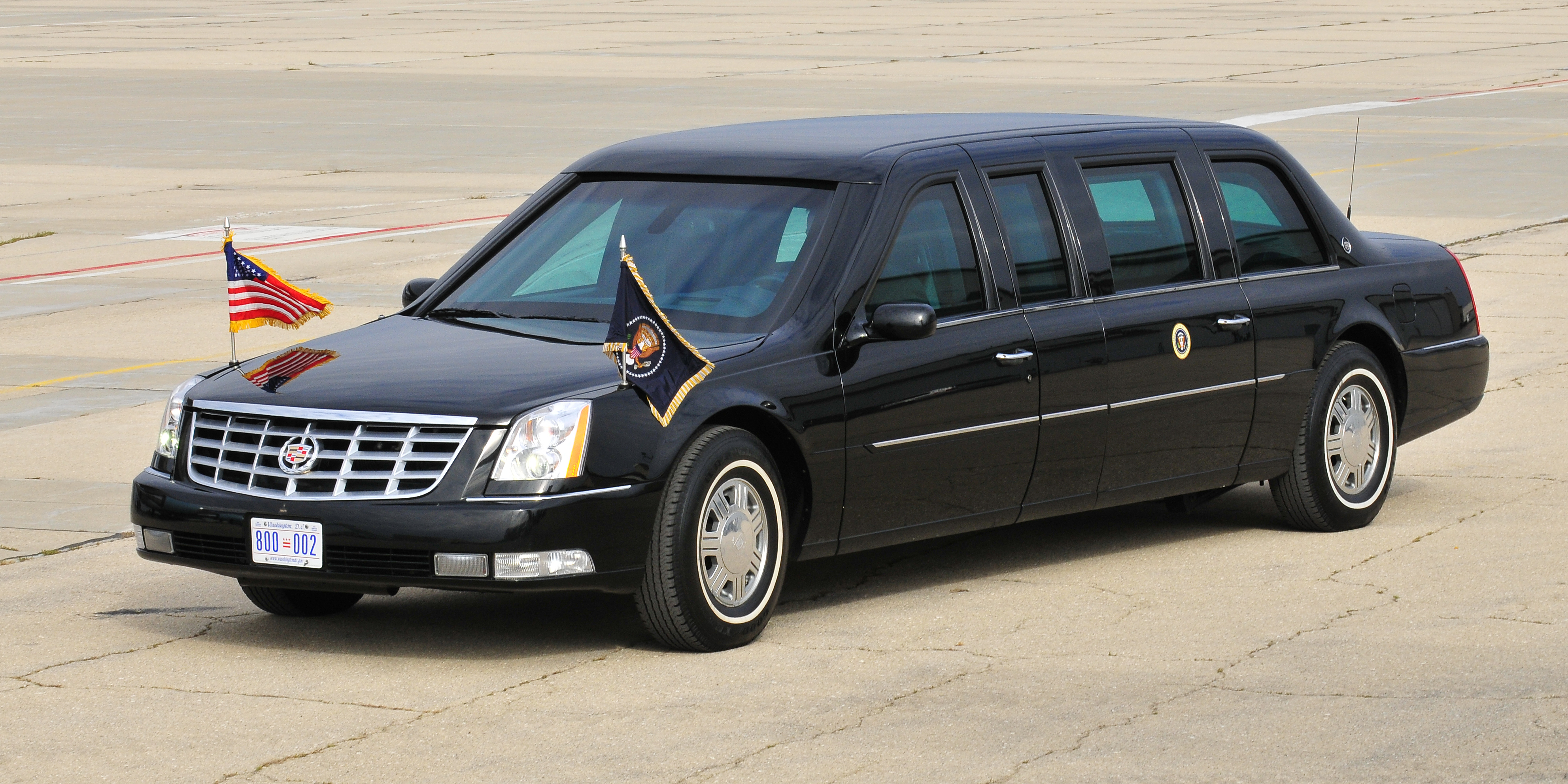
O modelo da Cadillac que operou de 2001 a 2009.
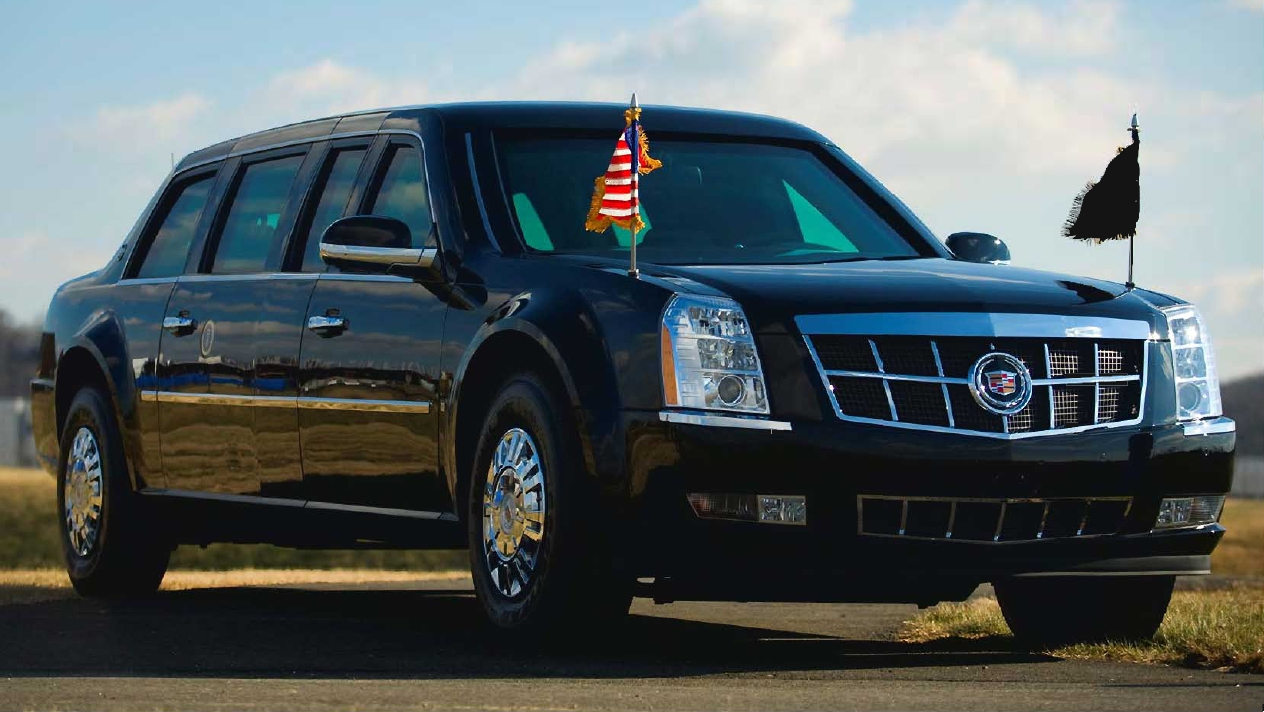
O modelo da Cadillac que ficou na ativa de 2009 a 2018.